# Tesoro nazionale del Giappone
| Padiglione d'oro est del Kofukuji. | La dea Kannon dalle undici facce. | Piccione su un ramo di pesco, dono dell'imperatore Huizong della dinastia Song del nord. |

| Kagenkei, gong rituale buddhista. | Recipiente di ceramica di tipo Kaen rinvenuto a Sasayama. | Karamon (portale cinese), Haiden (sala per preghiere) e Honden (edificio principale) del Toshogu. |

Un tesoro nazionale (国宝?, kokuhō) è un oggetto di particolare valore storico, artistico o culturale per il Giappone che come tale fa parte di una specifica categoria stabilita dalla legislazione giapponese in materia di beni culturali.

## Il titolo
Il titolo di "Tesoro nazionale" viene gestito e assegnato dall'Agenzia per gli affari culturali, che a sua volta fa parte del Ministero dell'educazione, della cultura, dello sport, della scienza e della tecnologia giapponese. L'Agenzia classifica i beni culturali giapponesi all'interno di numerose categorie concentriche di importanza progressiva, di cui il Tesoro nazionale è quella di più alto valore.
I Tesori nazionali giapponesi rappresentano i vertici dell'arte e dell'artigianato locali e sono selezionati in base a criteri di qualità esecutiva, importanza per la storia culturale mondiale e valore didattico. Possono essere oggetti di qualunque dimensione, età, materiale, stato di conservazione e di possesso privato o pubblico: fra tutti i Tesori, circa il 20% sono immobili (castelli, templi, residenze, edifici vari) e l'80% sono mobili (dipinti, sculture, lacche, ceramiche, metalli, tessili, manoscritti, eccetera). Gli oggetti sono datati dalla preistoria del Periodo Jōmon alla metà del XIX secolo nel Periodo Edo; gli unici due manufatti più recenti sono il Residenza per gli ospiti di Stato ad Akasaka e il Mulino da seta di Tomioka, edificati a fine Ottocento e iscritti nel registro dei Tesori rispettivamente nel 2009 e nel 2014.

## Beni culturali in Giappone
Il Giappone possiede una legislazione molto fitta per quanto riguarda la protezione, conservazione e classificazione dei suoi beni culturali, e il puntiglio burocratico con cui i giapponesi etichettano il loro patrimonio è esso stesso un dato della loro cultura.
Lo Stato giapponese non si avvale di un apposito ministero per i beni culturali, e quindi la loro gestione è affidata all'Agenzia per gli affari culturali (文化庁?, Bunkachō), un ente interno al Ministero dell'educazione, della cultura, dello sport, della scienza e della tecnologia (文部科学省?, Monbukagakushō), abbreviato in MEXT. L'Agenzia è stata fondata nel 1968 col nome di "Ufficio per la protezione del patrimonio" allo scopo di catalogare e tutelare i beni culturali giapponesi sopravvissuti agli ingenti danni della Seconda guerra mondiale, i cui bombardamenti hanno causato la perdita di centinaia di edifici storici e interi centri urbani con le relative opere ospitate. A partire dal 1968 e fino all'aprile 2015, l'Agenzia ha stabilito dei criteri all'interno dei quali ha identificato 1'745 siti storici, 393 paesaggi, 1'013 monumenti nazionali, circa 13'500 "Proprietà culturali importanti" e numerosi esemplari di fauna endogena.
In giapponese i beni culturali sono detti bunkazai (文化財? "proprietà culturali") e sono suddivisi in Beni culturali tangibili (有形文化財?, yūkei bunkazai) e  proprietà culturali intangibili (無形文化財?, mukei bunkazai).

### Proprietà culturali tangibili
I Beni culturali tangibili sono tutti quegli oggetti concreti che possiedono un valore artistico o storico.
A livello pratico sono suddivisi in:
- Strutture (建造物?, kenzōbutsu), edifici di qualunque tipo
- Illustrazioni (絵画?, ega), immagini bidimensionali di qualunque tipo
- Sculture (彫刻?, chōkoku), immagini tridimensionali di qualunque tipo
- Oggetti d'artigianato (工芸品?, kōgeihin), oggettistica di qualunque tipo
- Libri manoscritti (書跡?, shoseki)
- Libri stampati (典籍?, tenseki)
- Antiche scritture (古文書?, komonjo)

A livello legale sono suddivisi in:
- Proprietà culturali registrate (登録文化財?, tōroku bunkazai): sono quei beni che, pur catalogati come proprietà culturali, non sono stati riconosciuti da un ente territoriale. Solitamente sono beni appartenenti a privati cittadini. La legislazione prevede limitazioni meno restrittive circa l'alienazione ed esportazione del bene, ad esempio vanno segnalate alterazioni solo se superano il 25% della superficie esterna[4], e al contempo garantisce una posizione fiscale favorevole con mutui agevolati, sussidi per il pagamento degli architetti e sconti sulle tasse fiso al 50%[5].
- Proprietà culturali designate (指定文化財?, shitei bunkazai): sono quei beni la cui importanza è stata riconosciuta da un ente nazionale attraverso il sistema di designazione (指定制度?, shitei seido), e di conseguenza sono soggetti a forti limitazioni circa alterazione, alienazione, riparazione, restauro ed esportazione. Non si usa mai la formula "proprietà culturali designate", bensì sempre "proprietà culturali designate da" seguito dall'ente territoriale che ne ha riconosciuto l'importanza, ovvero città, prefettura o Stato. Ad esempio, il giardino Sankeien a Yokohama ospita svariate proprietà culturali designate dalla città (市指文化財?, shishi bunkazai) e proprietà culturali designate dallo Stato (国指文化財?, kokushi bunkazai). Poiché l'ente designatore non cambia in alcuna maniera il livello di considerazione legale del bene, spesso questo dato non è riportato sui materiali informativi o non è noto affatto.

All'interno di questa categoria i beni possono essere risuddivisi come:
- Beni culturali importanti (重要文化財?, jūyō bunkazai): bene a cui è stato riconosciuto un particolare valore.
- Tesori nazionali (国宝?, kokuhō): bene a cui è stato riconosciuto un eccezionale valore (in questo caso sono sempre proprietà culturali designate dallo Stato).

### Proprietà culturali intangibili
Le proprietà culturali intangibili sono quelle opere d'arte non conservabili fisicamente, come la musica, la recitazione e le tecniche artistiche e artigianali. Lo Stato giapponese sponsorizza attivamente queste proprietà incoraggiandone la diffusione e la trasmissione alle future generazioni da parte degli attuali portatori.
Il titolo può essere attribuito a portatori:
- individuali: un singolo artista o artigiano depositario di un'arte
- collettivi: un gruppo di artisti o artigiani depositari di un'arte
- di gruppo: una comunità residente in un'area geografica definita e depositaria di un'arte

I beni possono essere risuddivisi come:
- Proprietà culturali intangibili importanti (重要無形文化財?, jūyō mukei bunkazai): forma d'arte a cui è stato riconosciuto un particolare valore.
- Tesori nazionali viventi (人間国宝?, ningen kokuhō): letteralmente "tesori nazionali umani", sono persone portatrici di conoscenze, tecniche e tradizioni a cui è stato riconosciuto un eccezionale valore (in questo caso sono sempre proprietà culturali designate dallo Stato). Lo Stato giapponese riconosce ogni anno un numero ristretto di Tesori nazionali viventi con un premio in denaro pari a 2 milioni di yen[6].
- Proprietà culturali folkloristiche (民俗文化財?, minzoku bunkazai): sono quelle tradizioni che definiscono l'identità popolare e che spiegano lo stile di vita attuale dei giapponesi.
  - Proprietà culturali folkloristiche tangibili (有形民俗文化財?): bene folkloristico materiale. Sono inclusi abiti, strumenti musicali, oggettistica varia e abitazioni. All'interno di questa categoria ci possono essere:
    - Proprietà culturali folkloristiche tangibili importanti (重要有形民俗文化財?): bene materiale a cui è stato riconosciuto un particolare valore.

  - Proprietà culturali folkloristiche intangibili (無形民俗文化財?): bene folkloristico immateriale. Sono inclusi festival, processioni, parate, spettacoli, ricostruzioni storiche. All'interno di questa categoria ci possono essere:
    - Proprietà culturali folkloristiche intangibili importanti (重要無形民俗文化財?): bene immateriale a cui è stato riconosciuto un particolare valore.
- Monumenti (記念物?, kinenbutsu): sono tutti quegli spazi, solitamente di grandi dimensioni o composti dall'aggregazione di più proprietà culturali tangibili, che possiedono un valore artistico, storico o naturalistico. La parola "monumento" va intesa in senso etimologico, come "oggetto che fa ricordare"[7], essendo lo stesso della parola giapponese kinenbutsu, ovvero letteralmente "oggetto che fa ricordare".

Sono suddivisi in:
- Siti storici (史跡?, shiseki): tutti quegli spazi di valore storico come scavi archeologici o resti di precedenti insediamenti. All'interno di questa categoria ci possono essere:
  - Siti storici speciali (特別史跡?, tokubetsu shiseki): spazio storico a cui è stato riconosciuto un particolare valore.

- Siti paesaggistici (名勝?, meishō): tutti quegli spazi di valore artistico o paesaggistico come giardini e aree sacre. La parola meishō vuol dire letteralmente "reputazione vincente" e non è stata coniata per la legislazione dei beni culturali giapponesi, ma fa parte della tradizione nipponica che da secoli identifica alcuni luoghi come particolarmente significativi per l'identità nazionale. Fra questi, i più celebri sono i tre paesaggi del Giappone (Baia di Matsushima, Amanohashidate e Santuario di Itsukushima) e i tre giardini del Giappone (Kenroku-en, Kairaku-en e Kōraku-en). All'interno di questa categoria ci possono essere:
  - Siti paesaggistici speciali (特別名勝?, tokubetsu meishō): spazio artistico o paesaggistico a cui è stato riconosciuto un particolare valore.

- Siti naturali (天然記念物?, tennen kinenbutsu): tutti quegli spazi di valore naturalistico come boschi vergini o riserve faunistiche. All'interno di questa categoria ci possono essere:
  - Siti naturali speciali (特別天然記念物 tokubetsu tennen kinenbutsu?): spazio naturalistico a cui è stato riconosciuto un particolare valore.

## Statistiche

### Distribuzione storica
Lo spettro storico rappresentato dai Tesori nazionali va dal Periodo Jōmon al Periodo Meiji.
I manufatti classificati rivelano le pratiche religiose degli abitati del Giappone dal Periodo Jōmon all'epoca Nanbokuchō (1336 – 1392). Gli edifici buddhisti vanno dal VII al XIX secolo e presentano forme via via diverse che risentono dell'influenza continentale da Cina e Corea. I castelli giapponesi, benché siano stati molto numerosi (nell'ordine di diverse centinaia), sono stati costruiti tutti in un periodo molto ristretto di circa 20 anni a cavallo fra la fine del XV e l'inizio del XVI secolo durante l'epoca Sengoku, caratterizzata da uno stato di guerra civile continua.
Benché lo Shintoismo sia la religione autoctona del Giappone e preceda l'arrivo del Buddhismo di secoli, i più antichi edifici shintoisti classificati sono del XII secolo, molto posteriori a quelli più antichi buddhisti. Le motivazioni della scomparsa di edifici precedenti vanno rintracciate nella tendenza dello Shinto di abbattere volontariamente i templi per ricostruirli nuovi, in un processo metaforico di morte e rinascita detto shikinen sengū (式年遷宮? "trasferimento periodico"). Questa pratica ha consentito la conservazione di tecniche e forme costruttive antiche, ma non l'autenticità dei materiali.
Le opere mobili, e in particolare i dipinti, mostrano esplicitamente l'influenza artistica e tecnica importata dal continente asiatico e, a partire dal XIX secolo, anche dall'Occidente. I documenti antichi, le sculture e l'oggettistica illustrano la mitologia e la storia del Giappone fin dal VII secolo a oggi.

### Altre letture
- (FR) Jean-Sébastien Cluzel, Architecture éternelle du Japon – De l'histoire aux mythes, edizione illustrata, Editions Faton, 2008,  Digione, ISBN 978-2-87844-107-9.